# Hadena argillacea
Hadena argillacea là một loài bướm đêm trong họ Noctuidae.